# Indie na Zimowych Igrzyskach Olimpijskich 1992
Indie na Zimowych Igrzyskach Olimpijskich 1992 w Albertville reprezentowało dwóch zawodników, którzy wystartowali w narciarstwie alpejskim.
Był to czwarty start Indii na zimowych igrzyskach olimpijskich (poprzednie to 1964, 1968, 1988).

## Kadra

### Narciarstwo alpejskie

#### Mężczyźni
| Zawodnik           | Konkurencja       | Konkurencja                 | Konkurencja                 | Konkurencja                 | Konkurencja       | Konkurencja       | Konkurencja      | Konkurencja      |
| Zawodnik           | Slalom gigant     | Slalom gigant               | Slalom gigant               | Slalom gigant               | Slalom specjalny  | Slalom specjalny  | Slalom specjalny | Slalom specjalny |
| Zawodnik           | Czas 1. przejazdu | Czas 2. przejazdu           | Czas łączny                 | Pozycje                     | Czas 1. przejazdu | Czas 2. przejazdu | Czas łączny      | Pozycja          |
| ------------------ | ----------------- | --------------------------- | --------------------------- | --------------------------- | ----------------- | ----------------- | ---------------- | ---------------- |
| Nanak Chand Thakur | 1:31,98           | 1:37,05                     | 3:09,03                     | 82.                         | 1:30,02           | 1:23,89           | 2:53,91          | 58.              |
| Lal Chuni          | 1:39,56           | Nie ukończył 2-go przejazdu | Nie ukończył 2-go przejazdu | Nie ukończył 2-go przejazdu | 1:33,80           | 1:29,25           | 3:03,05          | 61.              |